# Фессалоника
Фессалони́ка (др.-греч. Θεσσαλονίκη; ок. 342 — 294 до н. э.) — единокровная сестра Александра Македонского, дочь македонского царя Филиппа II от Никесиполиды из фессалийского города Феры.
Мать Фессалоники умерла вскоре после родов, а отец был убит, когда она была ещё ребёнком. Заботу о сироте взяла на себя мать Александра Олимпиада. Ни Александр, ни Олимпиада не были заинтересованы в замужестве Фессалоники, так как внуки Филиппа II могли создать проблемы их собственному потомству. В 315 году до н. э. Фессалоника попала в плен к Кассандру, который сам претендовал на власть в Македонии. Олимпиада была убита, а Фессалоника стала женой Кассандра. Их брак оказался счастливым, в нём родилось трое сыновей, которые впоследствии стали царями Македонии. В честь Фессалоники был назван основанный на территории Ферм город Салоники.
После смерти Кассандра Фессалоника была убита сыном Антипатром в ходе борьбы за власть.

## Биография

### Происхождение. До замужества
Фессалоника была дочерью царя Македонии Филиппа II и Никесиполиды из фессалийского города Феры. Согласно Стефану Византийскому, Никесиполида была племянницей Ясона Ферского. По одной из версий, она была дочерью не Никесиполиды, а Олимпиады. В историографии существует несколько версий относительно даты рождения Фессалоники. По одной из версий, после победы над Ономархом во время Третьей Священной войны в 353 году до н. э., Филипп II взял в жёны Никесиполиду, что входило в условия мирного договора. Сама Фессалоника, чьё имя дословно обозначает «Фессалийская победа», родилась в 352 году до н. э. По другой версии, свадьба Филиппа II и Никесиполиды состоялась в 346 году до н. э. уже после захвата Фер, а Фессалоника родилась в 345/344 году до н. э. Историки отдают предпочтение более поздней датировке. Их предположение основано на позднем браке Фессалоники в 315 году до н. э., в котором она родила трёх сыновей. Если бы Фессалоника родилась в 352 году, то на момент свадьбы ей было бы около 40 лет, что делает рождение трёх детей менее вероятным, по сравнению с возрастом вступления в брак около 30 лет.
Никесиполида умерла на двадцатый день после рождения Фессалоники, возможно на фоне послеродовых осложнений. О детстве и воспитании Фессалоники практически ничего неизвестно. Фрагмент Стефана Византийского, согласно которому девочку передали на воспитание женщине по имени Ника, откуда она и получила своё имя, современными историками не считается достоверным. Предположительно, Фессалоника выросла под присмотром Олимпиады, главной жены Филиппа II и матери Александра Македонского. Она могла находиться при ней во время переезда Олимпиады к себе на родину в Эпир и последующем возвращении в Македонию.
Впервые в античных источниках Фессалоника появляется при описании осады Пидны (317/316—316/315 годы до н. э.). Фессалоника находилась в составе свиты Олимпиады, которая со своим войском оказалась в осаде. На момент начала осады Фессалоника была незамужней. По мнению Э. Кэрни, факт девичества Фессалоники до 30-летнего возраста можно объяснить придворными интригами при македонском дворе. Отец Фессалоники Филипп II был убит, когда она была ещё девочкой, после чего Фессалоника осталась сиротой. Брак представительницы рода Аргеадов требовал согласия царя. Александр Македонский, когда находился в Азии, сам думал о наследнике империи. Его дети от персиянок были приемлемыми наследниками для персов, но не для македонян. Соответственно, Александр не спешил обустраивать личную жизнь своей сестры, так как её потомство, внуки Филиппа II, могли бы создать проблемы при престолонаследии его собственным детям. После смерти Александра Олимпиада, которая была занята судьбой собственных детей и внуков, также имевших притязания на царский престол, не спешила устраивать дела своей подопечной. Гипотетическая свадьба и рождение детей Фессалоники могли стать потенциально опасными для власти самой Олимпиады. Поэтому она и не занималась поиском потенциальных женихов для единокровной сестры Александра.

### После замужества
В 316/315 году до н. э. Пидна пала, и Фессалоника оказалась в руках Кассандра, который без промедления на ней женился. Свадьба с представительницей царского рода Аргеадов и дочерью Филиппа II легитимизировала его притязания на власть в самой Македонии. В связи с этим один из диадохов, который и сам претендовал на власть, Антигон утверждал, что Кассандр взял Фессалонику в жёны силой против её воли. Несмотря на эти обвинения, Кассандр уважительно относился к своей супруге и, возможно, даже любил её. В отличие от предшественников правителей Македонии, которые практиковали полигамию, у него не было других жён. В 305 году до н. э. Кассандр принял титул царя, а Фессалоника официально стала царицей, что подтверждается данными эпиграфики.

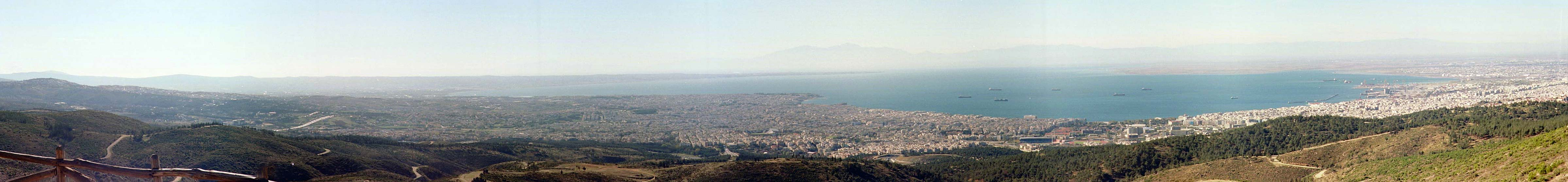
Второй по величине город Греции Салоники назван в честь Фессалоники

Вскоре после женитьбы на Фессалонике Кассандр основал на месте древних Ферм город, который назвал в честь супруги Салоники (греч. Θεσσαλονίκη). Этим он особо подчёркивал свою связь с царской династией Аргеадов. Также Кассандр предпочёл иметь одну жену, хотя в Македонии и было принято многожёнство. В браке с Кассандром Фессалоника родила трёх сыновей — Филиппа, Антипатра и Александра. Возможно, по одной из версий, старший сын Кассандра Филипп родился от другой женщины.
После смерти Кассандра в 297 году до н. э. македонский трон наследовал Филипп, который через несколько лет умер. После его смерти царями были назначены Александр и Антипатр. Возможно, Фессалоника заняла пост регента при сыновьях, которые ещё не достигли совершеннолетия. В ходе последовавшей борьбы за власть Антипатр убил свою мать, так как заподозрил её в большей симпатии к брату. В изложении Юстина, Фессалоника безуспешно вымаливала у сына жизнь, «заклиная его грудью матери, его вскормившей». Это преступление македоняне восприняли как особо тяжкое, так как со стороны Фессалоники к Антипатру не было какого-либо вероломства. На этом фоне Александр обратился за помощью к Пирру и Деметрию и без особого труда изгнал брата из Македонии. Однако, по образному выражению Павсания, с помощью Деметрия Александр не только изгнал брата-матереубийцу, «но оказалось, что в Деметрии он нашел себе убийцу, а не союзника».

## Легенда
Фессалоника стала главной героиней одной из греческих народных сказок. Согласно её сюжету, после того как Александр завоевал весь мир, он захотел стать бессмертным. С громадным трудом он добыл живую воду, выпив которую, человек получал бессмертие. Однако эту воду по ошибке выпила Фессалоника. В различных вариациях сказки, Фессалоника вызвала гнев Александра, либо решила покончить жизнь самоубийством после смерти брата и бросилась в море, после чего превратилась в русалку. Моряки встречают Фессалонику, которая задаёт им один вопрос: «Жив ли царь Александр?» Получив правильный ответ: «Он живёт, царствует и побеждает мир!» — Фессалоника помогает кораблю добраться до берега. Любой другой ответ превращает её в Горгону, которая топит корабль.

### Исследования
- Киляшова К. А. Политическая роль женщин при дворе македонских царей династии Аргеадов. Диссертация на соискание учёной степени кандидата исторических наук / Научный руководитель доктор исторических наук, профессор Э. В. Рунг. — Казань: Казанский (Приволжский) федеральный университет, 2018.
- Сивкина Н. Ю., Борисова Е. Ю. Семья Филиппа II Македонского: культурологический подход античных авторов // Человек и культура. — НБ-Медиа, 2024. — № 2. — С. 142—151. — ISSN 2409-8744. — doi:10.25136/2409-8744.2024.2.40599.
- Уортингтон Й. Филипп II Македонский. — СПб. — М.: Евразия — ИД Клио, 2014. — 400 с. — ISBN 978-5-91852-053-6.
- Шофман А. С. Распад империи Александра Македонского / Печатается по постановлению редакционно-издательского совета Казанского университета. Отв. редактор В. Д. Жигунин. — Казань: Издательство Казанского университета, 1984.
- Carney E. D. Women and Monarchy in Macedonia (англ.). — Norman: University of Oklahoma Press, 2000. — ISBN 0-8061-3212-4.
- Carney E. The Sisters of Alexander the Great: Royal Relicts (англ.) // Historia: Zeitschrift für Alte Geschichte. — Franz Steiner Verlag, 1988. — Vol. 37. — P. 385—404. — JSTOR 4436070.
- Heckel W. Who's Who in the Age of Alexander and his Successors. From Chaironea to Ipsos (338—301 BC) (англ.). — Barnsley: Greenhill Books, 2021. — 554 p. — ISBN 978-1-78438-648-1.
- Macurdy G. H.[англ.]. Hellenistic queens : a study of woman-power in Macedonia, Seleucid, Syria, and Ptolemaic Egypt (англ.) / edited by David M. Robinson. — Westport, Connecticut: Greenwood Press, Publishers, 1975. — (The Johns Hopkins University Studies in Archaeology No. 14). — ISBN 0-8371-8271-9.